# The Sandsacks
The Sandsacks sind eine 2002 gegründete Band aus Berlin, die Musik der Mittelalterszene, Irish Folk und Folkrock spielt.

## Stil
Die Gruppe tritt mit drei unterschiedlichen Live-Programmen auf. Mit ihrem Irish-Folk-Programm sind die Sandsacks mit Geige, Gitarre, Bass und Whistles vorwiegend auf größeren Konzertbühnen und Festivals zu erleben. Auf manchen Mittelaltermärkten und historischen Festen spielen The Sandsacks mit Sackpfeifen, Schalmeien und Trommeln ein mittelalterliches Repertoire. Da es auf Mittelaltermärkten üblich ist, dass Bands mehrmals am Tag auftreten, wird beim letzten Auftritt dann häufig ein Irish-Folk-Programm gespielt. Als drittes Programm spielt die Band seit 2011 Folk-Rock, wobei zusätzlich E-Gitarre und Schlagzeug zum Einsatz kommen.
Die beiden ersten Alben der Band enthalten ausschließlich Folk-Stücke. Mit dem 2012 erschienenen Album Far Away änderten die Musiker ihren Stil und wurden rockiger. Zahlreiche Eigenkompositionen finden sich auf diesem Album wieder.

## Geschichte
Ursprünglich wurde die Gruppe als mittelalterliches Spielmannstrio gegründet. Bald wurde die Band jedoch durch den Einstieg von Daniel Neumann zum Quartett und der musikalische Fokus verlagerte sich zum Irish Folk. Das Motto der Band lautet: „finest irish folk & celtic music“. 2012 kamen mit dem Schlagzeuger Matthias Schmidt und dem E-Gitarristen Mathias Busch zwei weitere Musiker dazu – zunächst als zusätzliche Live-Musiker, mit der Veröffentlichung des dritten Albums Far Away dann als feste Bandmitglieder.
Die Band trat in der Vergangenheit schon in Deutschland, der Schweiz, Frankreich, Griechenland, den Niederlanden, Finnland und Russland auf. Im März 2011 spielten The Sandsacks mehrere Konzerte im vietnamesischen Ho-Chi-Minh-Stadt. Seit 2014 tritt die Band regelmäßig beim Mittelalterlich Phantasie Spectaculum auf.

## Diskografie
Alben
- 2007: Folk Show
- 2009: Rebels and Rovers
- 2012: Far Away